# Président de l'Assemblée nationale (Togo)
Pour les articles homonymes, voir Président de l'Assemblée nationale.
Au Togo, le président de l'Assemblée nationale dirige et représente le Parlement togolais. L'actuel président de l'Assemblée nationale est Kodjo Adedze, depuis le 14 juin 2024,.

## Rôle
Au Togo, le président ou la présidente de l'Assemblée nationale a un rôle premier d'organisation et de conduite des débats au sein de l'Assemblée,. Il est élu pour la durée de la législature (5 ans) par les députés dans un scrutin secret à deux tours ; en cas d'égalité, le plus âgé est élu,. Après l'élection, le président convoque les sessions du Parlement, établit l'ordre du jour, décide de la recevabilité des propositions de loi, des amendements et des demandes de création de commissions,.   
De plus ; le ou la présidente ouvre et ferme les séances parlementaires, donne et retire la parole entre les orateurs et peut décider de mesures disciplinaires visant certains parlementaires,. C'est aussi à la présidence de l'Assemblée que revient la responsabilité de la sécurité dans l'Assemblée, ce qui signifie qu'elle peut faire intervenir les forces de l'ordre dans l'enceinte du Parlement en cas de troubles,.   
Elle est chargée de l'authentification des actes parlementaires ; en cas de soupçons d'irrégularités dans le vote, la présidence peut faire annuler le vote  et organiser un nouveau vote,. C'est aussi elle qui prend en charge le personnel civil de l'Assemblée nationale et qui nomme son Secrétaire général,.   
Enfin ; c'est cette fonction qui est chargée de représenter l'Assemblée nationale auprès d'autres Parlements ou dans des relations internationales,.   

## Liste des présidents
| Nom                       | Début            | Fin              |
| ------------------------- | ---------------- | ---------------- |
| Jonathan Savi De Tové     | 18 avril 1961    | 13 janvier 1963  |
| Barthélémy Lamboni        | 5 mai 1963       | 13 janvier 1967  |
| Georges Adedo Amah        | 12 janvier 1980  | 24 mars 1985     |
| Mawupé Valentin Vovor     | 1985             | 1988             |
| Messan Acouetey           | 1988             | juillet 1991     |
| Fanoko Philipe Kpodzro    | 20 août 1991     | 8 février 1994   |
| Dahuku Péré               | 23 juin 1994     | 21 mars 1999     |
| Agbéyomé Kodjo            | 22 juin 1999     | 29 août 2000     |
| Fambaré Ouattara Natchaba | 3 septembre 2000 | 5 février 2005   |
| Faure Gnassingbé          | 6 février 2005   | 24 février 2005  |
| Abbas Bonfoh              | 24 février 2005  | 25 août 2013     |
| Dama Dramani              | 3 août 2013      | 20 décembre 2018 |
| Yawa Djigbodi Tségan      | 23 janvier 2019  | 14 juin 2024     |
| Kodjo Adedze              | 14 juin 2024     | en cours         |